# 萬里區
25°10′52″N 121°41′19″E / 25.181234°N 121.688687°E

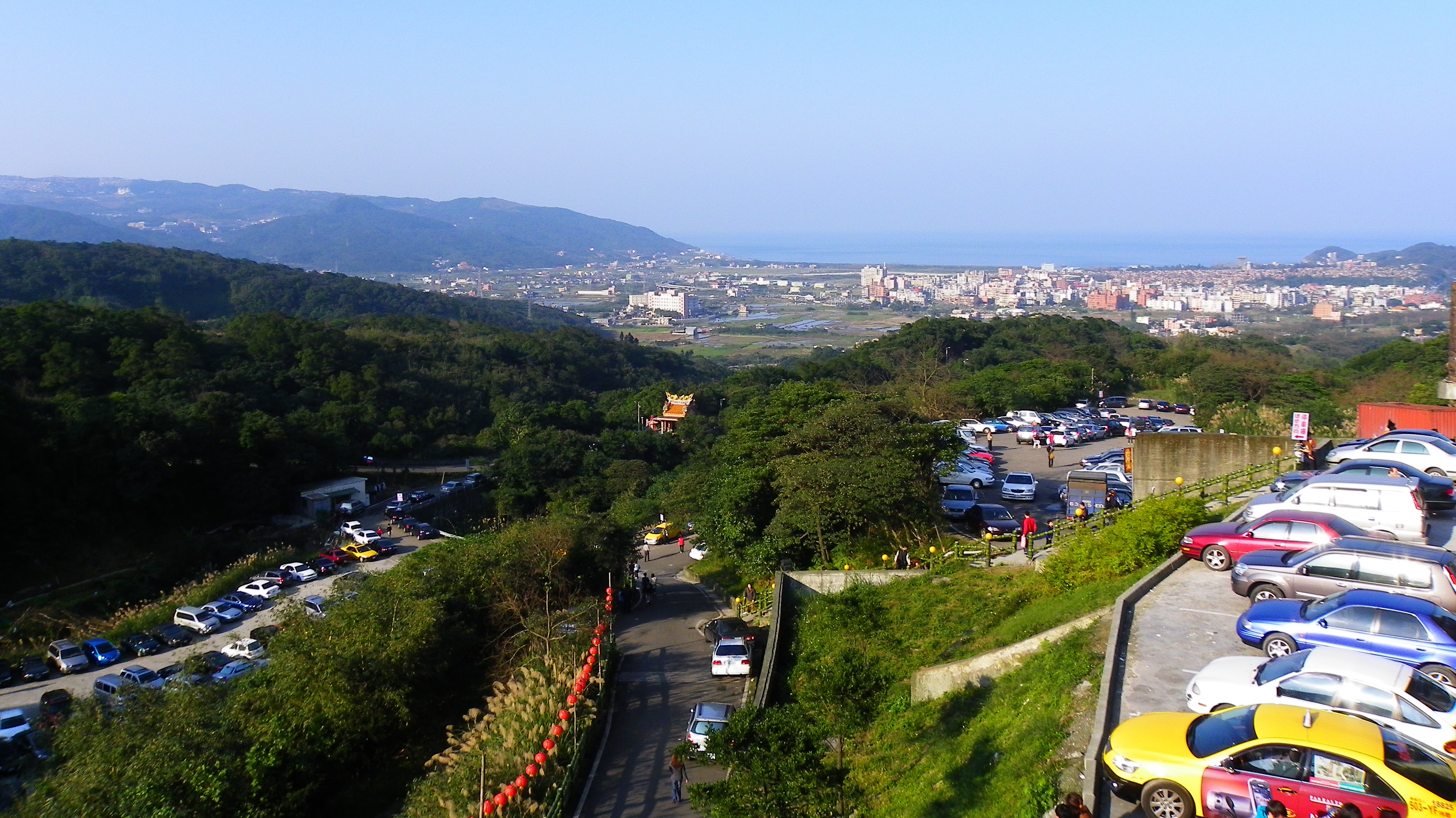
從萬里區公館崙金山財神廟前庭眺望萬里市街一景（2011年）

萬里區，舊稱「瑪鋉」，前身「萬里鄉」，位於中華民國新北市北部，東側緊鄰基隆市。由於地理位置臨海，故境內產業以漁業與濱海觀光業為主，境內以野柳風景特定區與其內的「女王頭」風化地形知名。鄰近金山區的大鵬里的加投(Kataw)聚落設有萬里溫泉區，與金山溫泉連成一氣，另也是第16任中華民國總統賴清德的故鄉。

## 歷史
本區以昔日萬里加投莊而得名，1626年西班牙人領基隆，已先有漢人于今之「瑪鋉」居住，嗣明鄭鄭成功伐荷蘭東印度公司，相傳就是由萬里加投小澳（於第二核能發電廠與野柳之間，電廠興建與當地居民遷里之前，名為「國聖埔」）登陸，當時有一叫洪水閣的閩南人隨軍來此屯墾並經營漁業，是為本鄉開闢之始。
康熙廿三年（1684年），隸屬諸羅縣，雍正元年（1723年），隸屬淡水廳淡水堡，後改隸芝蘭堡。光緒元年（1875年）隸屬基隆廳金包里堡。至1895年馬關條約，進入日治時期，初置臺北縣基隆支廳；明治卅四年（1901年）廢縣為廳，隸屬基隆廳金包里支廳；1909年10月，擴大廳制，廢基隆廳，併入台北廳。大正九年（1920年）10月，廢廳為州，置臺北州基隆郡萬里庄。
第二次世界大战後改制，改萬里庄為萬里鄉，隸屬臺北縣基隆區。1950年8月，廢區署，由臺北縣直轄（當時另有花蓮縣萬里鄉，彼地於1958年易名為萬榮鄉）。2010年12月25日因應五都改制，更名為新北市萬里區。

## 地理
本區三面環山、一面環海，東北濱太平洋，東南與基隆市接壤，西南與陽明山、汐止區毗連，西北與金山區為鄰。有瑪鋉溪、員潭溪穿過。海岸線全長11公里。總面積63.3728平方公里。氣象局在轄境內設置大坪觀測站，除年雨量多次全台居冠或名列前茅外，四季總降雨量以冬季居首之氣候亦絕無僅有。

### 地形
本區地勢主要以丘陵為主體，約占全區面積之80%，區內人口多屯居於瑪鋉溪下游狹小的沖積平原上，雙興里一帶亦有狹小的盆地地形，轄區東北側有豐富、硬挺的砂岩層結構，在海水長期侵蝕下，較軟的岩層被掏蝕，遂形成了頗為人知的野柳岬。

### 土石流潛勢溪流
依照2012年行政院農委會水土保持局公告，萬里區共有12條土石流潛勢溪流，大鵬里(1)、中幅里(4)、野柳里(4)、溪底里(1)、龜吼里(2)。

### 人口
根據新北市政府民政局統計，2024年底萬里區戶數約7.4千戶，人口約2萬人，區內人口最多與最少的里分別是萬里里與崁脚里，2024年底兩里人口分別為4,643人與389人。

## 政治

### 歷任首長

#### 鄉長時期
| 屆次 | 姓名   | 備註 |
| ---- | ------ | ---- |
| 1    | 蕭徹志 |      |
| 2    | 蕭徹志 |      |
| 3    | 蕭徹志 | 辭職 |
| 3    | 林茂旺 | 補選 |
| 4    | 林茂旺 |      |
| 5    | 許耀分 |      |
| 6    | 許耀分 |      |
| 7    | 鄭木枝 |      |
| 8    | 鄭木枝 |      |
| 9    | 林義仁 |      |
| 10   | 林義仁 |      |
| 11   | 蔡蒼明 |      |
| 12   | 唐有吉 |      |
| 13   | 唐有吉 |      |
| 14   | 蔡蒼明 |      |
| 15   | 蔡蒼明 |      |

#### 區長時期
| 任次 | 姓名   | 備註 |
| ---- | ------ | ---- |
| 1    | 賴俊達 |      |
| 2    | 謝文祥 |      |
| 3    | 粘雪琴 |      |
| 4    | 黃雱勉 |      |

### 區政組織
萬里區公所是新北市政府在萬里區的派出機關，在中華民國政府架構中為市政府綜理區政的執行機關，上級業務監督機關為新北市政府。区长由市長任命，其任期為無任期保障。在區長及主任秘書之下，設有4課3室等7個內部單位。

### 行政區
現今萬里區行政範圍的確立，來自於1920年，日本將臺灣十二廳改為五州二廳，設萬里庄屬臺北州基隆郡。萬里庄轄頂萬里加投、中萬里加投、下萬里加投等3個大字:156。1946年，改為「萬里鄉」，屬臺北縣基隆區。1950年，裁撤區署，萬里鄉改直隸於臺北縣。2010年12月25日，臺北縣改制為直轄市，萬里鄉改制為市轄區「萬里區」，隸屬新北市。萬里區的行政區劃轄有萬里里、北基里、龜吼里、野柳里、大鵬里、磺潭里、雙興里、溪底里、崁脚里、中幅里等10個里，共計186鄰。

### 立法委員
- 新北市第十二選舉區：廖先翔

## 公共設施
警政
- 新北市政府警察局金山分局
  - 萬里分駐所
  - 野柳派出所
  - 大鵬派出所
  - 崁腳派出所

消防
- 新北市政府消防局第六大隊[10]
  - 萬里分隊

其他
- 台灣電力公司 第二核能發電廠
- 台灣自來水公司萬里金山營運所
- 新北市立仁愛之家
- 萬里衛生所
- 新北市立圖書館萬里分館
- 新北市金山戶政事務所萬里區所
- 公視萬里轉播站（五指山）
- 無線數位電視野柳岬轉播站
- 警廣野柳轉播站（FM104.9）
- 臺灣中油公司-萬里站
- 北基加油站-基金站

## 教育

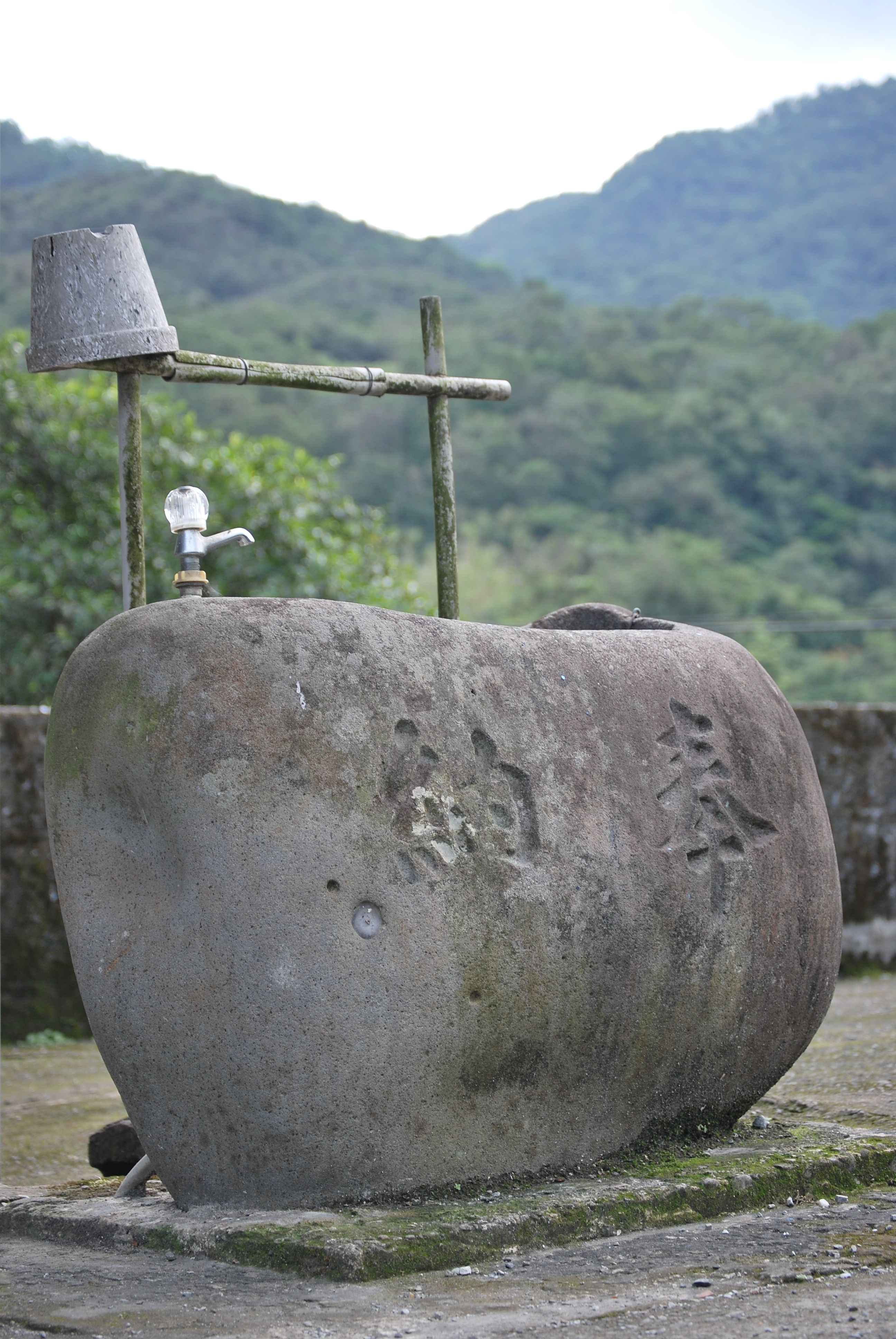
原崁腳國小旁「崁腳神社」手水舍水盤（已被遷移）

### 高級中等學校
- 新北市私立中華高級商業海事職業學校

### 國民中學
- 新北市立萬里國民中學

### 國民小學
- 新北市萬里區萬里國民小學  （页面存档备份，存于）
- 新北市萬里區大坪國民小學  （页面存档备份，存于）
- 新北市萬里區大鵬國民小學  （页面存档备份，存于）
- 新北市萬里區野柳國民小學  （页面存档备份，存于）
- 新北市萬里區崁腳國民小學  （页面存档备份，存于）

### 幼兒園
- 新北市萬里區萬里國民小學附設幼兒園
- 新北市萬里區大坪國民小學附設幼兒園
- 新北市萬里區大鵬國民小學附設幼兒園
- 新北市萬里區野柳國民小學附設幼兒園
- 新北市立萬里幼兒園
- 私立天心幼兒園
- 私立大鵬幼兒園

### 圖書館
- 新北市立圖書館萬里分館

### 社區大學
- 萬金石社區大學  （页面存档备份，存于）

### 訓練中心
- 中華航業人員訓練中心  （页面存档备份，存于）

## 交通
- 台2線：基金公路
- 北28線：萬崁公路（瑪鋉溪北岸）。
  -  北28-1線：大坪產業道路。
  -  北28-2線：萬崁公路支線（瑪鋉溪南岸）。

### 大眾運輸

#### 國道客運
- 1068：金山—國道3號—臺灣大學：基隆客運
- 1815：金山（法鼓山、萬里）—臺北車站：國光客運

#### 新北市轄公車路線
- （新巴士） F921 山海線：萬里區公所—鏡湖—金山醫院（免費巴士）：基隆客運
- （新巴士） F922 山線：萬里區公所—崁腳—靈泉寺 （免費巴士）
- （新巴士） F923 海線：萬里區公所—野柳—金山醫院（免費巴士）：基隆客運
- 716：淡水—野柳／台灣好行皇冠北海岸線：基隆客運（5-10月->每日、11-4月->例假日行駛）
- 789：國家新城—基隆—萬里—北基—崁腳：基隆客運
- 789區：基隆—萬里—北基—圳頭：基隆客運
- 790：基隆—萬里—金山：基隆客運
- 790漁港：基隆—萬里—龜吼—金山：基隆客運
- 862：基隆—萬里—金山—石門—三芝—淡水：基隆客運、淡水客運
- 953：金山—龜吼—萬里—台大計資中心：基隆客運
- 953區：金山—龜吼—萬里—北科大：基隆客運
- 萬里—內湖科技園區／跳蛙公車：基隆客運
- 停駛路線：
  - 1552：台北—金山：福和客運
  - 板橋—萬里：台北客運
  - 基隆—金山／跳蛙公車：基隆客運
  - 888：萬里—圳頭：基隆客運

## 觀光景點
- 陽明山國家公園
- 北海岸及觀音山國家風景區
- 野柳地質公園
  - 女王頭
  - 豆腐岩
  - 燭台石
  - 仙女鞋
  - 媽祖洞（農曆4月16日-金山慈護宮二媽回娘家）
- 野柳海洋世界
- 野柳駱駝峰
- 龜吼維納斯海岸
- 龜吼漁夫市集
- 蛋蛋妙居
- 翡翠灣
- 白宮行館（原萬里海水浴場）
- 翡翠灣太空玲瓏屋
- 新北市萬里、金山地區，目前是台灣最大、品質最好的杜鵑花產區
- 萬里沙灘
- 萬里獅子公園
- 北基飛行傘基地（*地主已將入口封閉*）
- 翡翠高爾夫球場
- 瑪鋉溪親水步道、觀光公園
- 中幅休閒公園
- 中幅子山（丁火巧山／頂龜崙／H-472m／三角點2-1063,3-1112／二等衛星控制點N-363號／翡翠高爾夫球場附近）
- 萬里米琪淋乳凍蛋糕
- 萬里亞尼克菓子工房創始店
- 新北市立圖書館萬里分館（海景咖啡）
- 核二廠風箏坪
- 台電北部展示館 （页面存档备份，存于）
- 加投（大鵬里）溫泉區（與金山溫泉相連）
- 大鵬足湯公園
- 磺潭親水公園
- 瑪鋉溪
- 員潭溪
- Camp Taiwan（台灣探索體驗學習中心）
- 萬里港
- 龜吼港
- 東澳港
- 野柳港
- 萬里昭靈宮（農曆9月28日-五顯大帝聖誕）
- 萬里重威宮（農曆6月18日-三府王爺聖誕）
- 萬里順安宮
- 萬里福德祠
- 中幅忠福宮
- 龜吼里漁澳順天宮
- 龜吼鎮北宮
- 龜吼保民宮
- 野柳保安宮（元宵節神明淨港）
- 野柳仁和宮
- 野柳朝天宮
- 國聖仁和宮
- 下寮聖安宮
- 大埔天護宮
- 磺潭金山財神廟
- 萬里情月老廟
- 大鵬韋馱寺
- 鏡湖圓濟寺
- 鏡湖雙和宮
- 崁腳濟安宮
- 崁腳天護宮
- 溪底靈泉寺
- 溪底永德寶宮
- 溪底德光佛堂
- 大坪噶千禪修園區
- 萬里便以利教會（萬里教會）
- 北基真耶穌教會
- 道光山永德寶宮（仙公廟）
- 萬里蟹
- 萬金石馬拉松
- 高家繡球花田-萬里第三園區

## 外部連結
- 萬里區公所 （页面存档备份，存于）
- 萬里區衛生所 （页面存档备份，存于）